# Radiohead: The Best Of
Radiohead: The Best Of és una compilació del grup anglès Radiohead. L'àlbum inclou senzills, cançons d'àlbums i una cara-B que el grup va publicar entre els anys 1993 i 2003, però no aportava cap novetat. El primer disc, disponible de manera separada també, consta de la majoria dels hits importants de la banda, mentre que el segon concentra els senzills més reeixits comercialment i també altres cançons. Paral·lelament, també van publicar una compilació en DVD amb 21 videoclips, dels quals nou eren llançats per primera ocasió. La compilació va debutar al número 4 a la llista britànica d'àlbums i les crítiques van ser generalment positives.
Aquesta fou la primera compilació de cançons de Radiohead, però fou sense l'autorització pròpia de la banda. La discogràfica EMI va decidir crear el recopilatori poc després que finalitzés el seu contracte amb Radiohead i el grup decidís no executar cap renovació, de manera que els seus membres no van participar en l'elecció de les cançons alhora que van desaprovar totalment la seva publicació. En diverses entrevistes, el grup havia afirmat que seguint la seva filosofia de treball, mai llançarien un recopilatori de cançons durant la seva carrera. La compilació està formada per cançons de les quals EMI té els drets, entre elles diversos senzills publicats fins al moment i també algunes cançons que el grup tocava en molts concerts com "Idioteque" i "Everything in Its Right Place", que provenien de Kid A, del qual no s'havia extret cap senzill.

## Llista de cançons
Totes les cançons escrites per Radiohead.
Disc 1
| Núm. | Títol                           | Àlbum original    | Durada |
| ---- | ------------------------------- | ----------------- | ------ |
| 1.   | «Just»                          | The Bends         | 3:54   |
| 2.   | «Paranoid Android»              | OK Computer       | 6:27   |
| 3.   | «Karma Police»                  | OK Computer       | 4:24   |
| 4.   | «Creep»                         | Pablo Honey       | 3:57   |
| 5.   | «No Surprises»                  | OK Computer       | 3:49   |
| 6.   | «High and Dry»                  | The Bends         | 4:17   |
| 7.   | «My Iron Lung»                  | The Bends         | 4:36   |
| 8.   | «There There»                   | Hail to the Thief | 5:21   |
| 9.   | «Lucky»                         | OK Computer       | 4:18   |
| 10.  | «Fake Plastic Trees»            | The Bends         | 4:51   |
| 11.  | «Idioteque»                     | Kid A             | 4:37   |
| 12.  | «2 + 2 = 5»                     | Hail to the Thief | 3:19   |
| 13.  | «The Bends»                     | The Bends         | 4:05   |
| 14.  | «Pyramid Song»                  | Amnesiac          | 4:49   |
| 15.  | «Street Spirit (Fade Out)»      | The Bends         | 4:13   |
| 16.  | «Everything in Its Right Place» | Kid A             | 4:11   |

La versió estatunidenca conté la cançó de bonificació "Optimistic" situada abans que "Fake Plastic Trees". La seva inclusió es deu al fet que aquesta cançó va sonar en diverses emissores del país per promocionar el disc Kid A, del qual no se'n va extreure cap senzill oficialment.
Disc 2
| Núm. | Títol                                           | Àlbum original                       | Durada |
| ---- | ----------------------------------------------- | ------------------------------------ | ------ |
| 1.   | «Airbag»                                        | OK Computer                          | 4:47   |
| 2.   | «I Might Be Wrong»                              | Amnesiac                             | 4:52   |
| 3.   | «Go to Sleep»                                   | Hail to the Thief                    | 3:22   |
| 4.   | «Let Down»                                      | OK Computer                          | 3:59   |
| 5.   | «Planet Telex»                                  | The Bends                            | 4:19   |
| 6.   | «Exit Music (For a Film)»                       | OK Computer                          | 4:27   |
| 7.   | «The National Anthem»                           | Kid A                                | 5:47   |
| 8.   | «Knives Out»                                    | Amnesiac                             | 4:15   |
| 9.   | «Talk Show Host»                                | Cara-B de "Street Spirit (Fade Out)" | 4:39   |
| 10.  | «You»                                           | Pablo Honey                          | 3:28   |
| 11.  | «Anyone Can Play Guitar»                        | Pablo Honey                          | 3:37   |
| 12.  | «How to Disappear Completely»                   | Kid A                                | 5:55   |
| 13.  | «True Love Waits» (directe a Los Angeles, 2001) | I Might Be Wrong: Live Recordings    | 5:04   |

### DVD
1. "Creep" (dirigit per Brett Turnbull)
2. "Anyone Can Play Guitar" (dirigit per Dwight Clarke)
3. "Pop Is Dead" (dirigit per Dwight Clarke)
4. "Stop Whispering" (dirigit per Jeff Plansker)
5. "My Iron Lung" (dirigit per Brett Turnbull)
6. "High and Dry" (Versió Regne Unit) (dirigit per David Mould)
7. "High and Dry" (Versió Estats Units) (dirigit per Paul Cunningham)
8. "Fake Plastic Trees" (dirigit per Jake Scott)
9. "Just" (dirigit per Jamie Thraves)
10. "Street Spirit (Fade Out) (dirigit per Jonathan Glazer)
11. "Paranoid Android" (dirigit per Magnus Carlsson)
12. "Karma Police" (dirigit per Jonathan Glazer)
13. "No Surprises" (dirigit per Grant Gee)
14. "Pyramid Song" (dirigit per Shynola)
15. "Knives Out" (dirigit per Michel Gondry)
16. "I Might Be Wrong" (dirigit per Sophie Muller)
17. "Push Pulk"/"Like Spinning Plates" (dirigit per Johnny Hardstaff)
18. "There There" (dirigit per Chris Hopewell)
19. "Go to Sleep" (dirigit per Alex Rutterford)
20. "Sit Down. Stand Up." (dirigit per Ed Holdsworth)
21. "2 + 2 = 5" (Directe al Belfort Festival) (dirigit per Fabien Raymond)